# Dean Blackwell
Pour les articles homonymes, voir Blackwell.
Dean Robert Blackwell, appelé couramment Dean Blackwell, est un footballeur anglais, né le 5 décembre 1969 à Camden dans le Grand Londres.

## Biographie
Évoluant au poste de défenseur, il est principalement connu pour ses 14 saisons à Wimbledon.
Il ne connaît que deux autres clubs dans sa carrière : Plymouth Argyle quelques mois en prêt au début de sa carrière pour s'aguerrir dans les divisions inférieures, et Brighton & Hove Albion en toute fin de carrière, pour deux saisons avant de prendre sa retraite.
Il est sélectionné 6 fois en Angleterre espoirs.